# Agni-V
Аґні-5 (англ. Agni-V) — твердо-паливна міжконтинентальна балістична ракета розробки DRDO Індії.
19 квітня 2012 року з острова Вілер відбувся перший пробний запуск ракети. Початково запуск планувався на 18 квітня 2012 року, однак через погодні умови його відклали на один день.
Як повідомлялося, озброєння ракетою «Agni-V» значно збільшить можливості Індії в досягненні цілей на відстані більше аніж 5500 км.
15 грудня 2022 року, Міністр індійського уряду Пралхад Джоші заявив, що Індія знову випробувала балістичну ракету «Agni-V», яка здатна нести ядерний боєзаряд. «Agni-V» була запущена з острова Абдул-Калам у східній частині штату Одіша. Напередодні випробування влада Індії оголосила Бенгальську затоку безпольотною зоною. «Ця ракета зробить великий внесок в оборону і більшою мірою зміцнить національну безпеку», – повідомив Пралхад Джоші. Також було заявлено, що триступенева ракета здатна з високою точністю уражати цілі на відстані до 5400 км. Випробування ракети Індією сталося на тлі напруженості, що зростає на кордоні з Китаєм.
П'ять модифікацій балістичних ракет серії Agni з дальністю ураження цілей від 700 км до 5000+ км вважаються основою індійської трирівневої стратегії стримування.